# Campionati europei di atletica leggera 2024 - Salto in lungo maschile
La gara del salto in lungo maschile dei campionati europei di atletica leggera 2024 si è svolta il 7 e l'8 giugno.

## Podio
| Pos.    | Atleta              | Nazionalità | Tempo  |
| ------- | ------------------- | ----------- | ------ |
| Oro     | Miltiadīs Tentoglou | Grecia      | 8,65   |
| Argento | Mattia Furlani      | Italia      | 8,38   |
| Bronzo  | Simon Ehammer       | Svizzera    | 8,31 m |

## Situazione pre-gara

### Record
Prima di questa competizione, il record del mondo, il record europeo e il record dei campionati erano i seguenti.
| Record                | Prestazione | Atleta                          | Data e luogo                                 | Competizione              |
| --------------------- | ----------- | ------------------------------- | -------------------------------------------- | ------------------------- |
| Record mondiale       | 8,95 m      | Mike Powell Stati Uniti         | 30 agosto 1991 Tokyo, Giappone               | Campionati del mondo 1991 |
| Record europeo        | 8,86 m      | Robert Ėmmijan Unione Sovietica | 22 maggio 1987 Tsaghkadzor, Unione Sovietica |                           |
| Record dei campionati | 8,52 m      | Miltiadīs Tentoglou Grecia      | 16 agosto 2022 Monaco di Baviera, Germania   | Campionati europei 2022   |

### Campioni in carica
I campioni in carica a livello europeo erano:
| Campione       | Atleta                     | Prestazione | Data e luogo                               | Competizione                   |
| -------------- | -------------------------- | ----------- | ------------------------------------------ | ------------------------------ |
| Europeo        | Miltiadīs Tentoglou Grecia | 8,52 m      | 16 agosto 2022 Monaco di Baviera, Germania | Campionati europei 2022        |
| Europeo indoor | Miltiadīs Tentoglou Grecia | 8,30 m(i)   | 5 marzo 2023 Istanbul, Turchia             | Campionati europei indoor 2023 |

### La stagione
Prima di questa gara, gli atleti con le migliori tre prestazioni europee dell'anno erano:
| Pos. | Atleta                     | Prestazione | Data e luogo                   |
| ---- | -------------------------- | ----------- | ------------------------------ |
| 1    | Miltiadīs Tentoglou Grecia | 8,36 m      | 10 maggio 2024 Doha, Qatar     |
| 1    | Mattia Furlani Italia      | 8,36 m      | 15 maggio 2024 Savona, Italia  |
| 3    | Filip Pravdica Croazia     | 8,35 m      | 11 maggio 2024 Kranj, Slovenia |

## Risultati

### Qualificazioni
I turni di qualificazione si sono tenuti il 7 giugno a partire dalle ore 12:55.
Accedono alla finale gli atleti di ogni gruppo che raggiungono la misura di 8,00 m (Q) o le 12 migliori prestazioni (q).
| Pos. | Gruppo | Atleta                   | Nazionalità        | 1ª prova        | 2ª prova        | 3ª prova        | Misura          | Note                                     |
| ---- | ------ | ------------------------ | ------------------ | --------------- | --------------- | --------------- | --------------- | ---------------------------------------- |
| 1    | A      | Simon Ehammer            | Svizzera           | 8,41 m -0,6 m/s |                 |                 | 8,41 m -0,6 m/s | Q                                        |
| 2    | B      | Jacob Fincham-Dukes      | Gran Bretagna      | 7,71 m -1,1 m/s | 8,18 m -1,1 m/s |                 | 8,18 m -1,1 m/s | Q                                        |
| 3    | B      | Mattia Furlani           | Italia             | 8,17 m -1,0 m/s |                 |                 | 8,17 m -1,0 m/s | Q                                        |
| 4    | A      | Miltiadīs Tentoglou      | Grecia             | 8,14 m -1,3 m/s |                 |                 | 8,14 m -1,3 m/s | Q                                        |
| 5    | B      | Gerson Baldé             | Portogallo         | 8,10 m +1,8 m/s |                 |                 | 8,10 m +1,8 m/s | Q                                        |
| 6    | B      | Luk Herden               | Germania           | 8,08 m -1,2 m/s |                 |                 | 8,08 m -1,2 m/s | Q                                        |
| 7    | A      | Bozhidar Sarâboyukov     | Bulgaria           | 7,93 m -1,3 m/s | 8,04 m -0,8 m/s |                 | 8,04 m -0,8 m/s | Q                                        |
| 8    | A      | Simon Batz               | Germania           | 7,80 m +0,3 m/s | x -1,0 m/s      | 8,03 m -0,3 m/s | 8,03 m -0,3 m/s | Q                                        |
| 9    | B      | Petr Meindlschmid        | Rep. Ceca          | 8,01 m -2,8 m/s |                 |                 | 8,01 m -2,8 m/s | Q                                        |
| 10   | A      | Tom Campagne             | Francia            | x -1,4 m/s      | 7,62 m -1,2 m/s | 7,98 m +1,1 m/s | 7,98 m +1,1 m/s | q                                        |
| 11   | A      | Eusebio Cáceres          | Spagna             | 7,98 m -0,1 m/s | x -1,4 m/s      | x -0,6 m/s      | 7,98 m -0,1 m/s | q                                        |
| 12   | A      | Strahinja Jovančević     | Serbia             | 7,62 m +0,3 m/s | 7,72 m +1,5 m/s | 7,95 m -2,0 m/s | 7,95 m -2,0 m/s | q                                        |
| 13   | A      | Filippo Randazzo         | Italia             | 7,38 m +0,4 m/s | x -1,7 m/s      | 7,94 m +0,2 m/s | 7,94 m +0,2 m/s |                                          |
| 14   | B      | Daníel Ingi Egilsson     | Islanda            | 7,61 m +0,3 m/s | 7,92 m +2,2 m/s | 7,63 m -0,5 m/s | 7,92 m +2,2 m/s |                                          |
| 15   | A      | Kristian Pulli           | Finlandia          | 7,78 m -1,1 m/s | x -1,8 m/s      | 7,90 m -1,3 m/s | 7,90 m -1,3 m/s | Miglior prestazione personale stagionale |
| 16   | A      | Maximilian Entholzner    | Germania           | 7,64 m -0,7 m/s | 7,89 m -0,4 m/s | 7,75 m -1,2 m/s | 7,89 m -0,4 m/s |                                          |
| 17   | B      | Filip Pravdica           | Croazia            | 7,55 m -1,1 m/s | x               | 7,89 m -0,2 m/s | 7,89 m -0,2 m/s |                                          |
| 18   | B      | Lazar Anić               | Serbia             | 7,88 m -0,4 m/s | x               | x               | 7,88 m -0,4 m/s | Miglior prestazione personale stagionale |
| 19   | B      | Ingar Bratseth-Kiplesund | Norvegia           | x               | x               | 7,82 m -0,1 m/s | 7,82 m -0,1 m/s | Miglior prestazione personale stagionale |
| 20   | A      | Marko Čeko               | Croazia            | 7,43 m +0,5 m/s | 7,63 m -1,2 m/s | 7,79 m -0,5 m/s | 7,79 m -0,5 m/s |                                          |
| 21   | A      | Izmir Smajlaj            | Albania            | 7,78 m +0,3 m/s | x -1,1 m/s      | x -1,6 m/s      | 7,78 m +0,3 m/s | Miglior prestazione personale stagionale |
| 22   | B      | Andreas Trajkovski       | Macedonia del Nord | 7,58 m -2,0 m/s | 7,57 m -2,0 m/s | 7,73 m -0,9 m/s | 7,73 m -0,9 m/s |                                          |
| 23   | A      | Radek Juška              | Rep. Ceca          | 7,08 m -0,1 m/s | 7,61 m -1,1 m/s | 7,72 m +0,4 m/s | 7,72 m +0,4 m/s |                                          |
| 24   | B      | Jules Pommery            | Francia            | x               | 7,72 m -2,0 m/s | x               | 7,72 m -2,0 m/s |                                          |
| 25   | B      | Kasperi Vehmaa           | Finlandia          | 7,63 m +0,4 m/s | r               |                 | 7,63 m +0,4 m/s |                                          |
| 26   | A      | Henrik Flåtnes           | Norvegia           | 7,16 m -0,4 m/s | 7,54 m +0,4 m/s | 7,58 m -0,9 m/s | 7,58 m -0,9 m/s |                                          |
| 27   | B      | Kareem Hatem Mersal      | Italia             | 7,17 m -0,4 m/s | 7,55 m +0,7 m/s | x -1,2 m/s      | 7,55 m +0,7 m/s |                                          |
| 28   | A      | Ishay Ifraimov           | Israele            | 6,76 m -1,1 m/s | 7,22 m +0,5 m/s | 7,35 m -1,7 m/s | 7,35 m -1,7 m/s |                                          |
| 29   | B      | Nazim Babayev            | Azerbaigian        | 6,92 m -0,4 m/s | x               | r               | 6,92 m -0,4 m/s |                                          |

### Finale
La finale si è tenuta l'8 giugno a partire dalle ore 20:06.
| Pos     | Atleta               | Nazionalità   | 1ª prova        | 2ª prova        | 3ª prova        | 4ª prova        | 5ª prova        | 6ª prova        | Risultato       | Note                                                  |
| ------- | -------------------- | ------------- | --------------- | --------------- | --------------- | --------------- | --------------- | --------------- | --------------- | ----------------------------------------------------- |
| Oro     | Miltiadīs Tentoglou  | Grecia        | 8,42 -0,2 m/s   | x -0,5 m/s      | 8,49 m -0,1 m/s | 8,45 m -0,1 m/s | 8,65 m -0,3 m/s | 8,65 m -0,3 m/s | 8,65 m -0,3 m/s | Miglior prestazione personale · Record dei campionati |
| Argento | Mattia Furlani       | Italia        | 8,38 m -0,5 m/s | x -0,5 m/s      | 8,00 m -0,1 m/s | 6,60 m -0,3 m/s | x -0,4 m/s      | x -0,4 m/s      | 8,38 m -0,5 m/s | Miglior prestazione mondiale under 20                 |
| Bronzo  | Simon Ehammer        | Svizzera      | 7,96 m -1,1 m/s | 8,07 m +1,2 m/s | 8,31 m -0,5 m/s | 7,75 m -0,4 m/s | 8,19 m -0,3 m/s | 7,95 m -1,0 m/s | 8,31 m -0,5 m/s |                                                       |
| 4       | Jacob Fincham-Dukes  | Gran Bretagna | 8,12 m +0,3 m/s | 8,00 m -1,0 m/s | x -0,2 m/s      | x -0,3 m/s      | 7,97 m -0,4 m/s | x -0,3 m/s      | 8,12 m +0,3 m/s |                                                       |
| 5       | Tom Campagne         | Francia       | 8,08 m +1,0 m/s | 7,59 m -0,3 m/s | 8,04 m -0,5 m/s | 7,89 m -0,2 m/s | x -0,2 m/s      | x -0,4 m/s      | 8,08 m +1,0 m/s | Miglior prestazione personale stagionale              |
| 6       | Bozhidar Sarâboyukov | Bulgaria      | x +0,8 m/s      | 7,93 m -0,5 m/s | x -0,3 m/s      | 7,67 m -0,4 m/s | 8,08 m -0,4 m/s | x -0,3 m/s      | 8,08 m -0,4 m/s |                                                       |
| 7       | Petr Meindlschmid    | Rep. Ceca     | 8,03 m -0,5 m/s | 7,71 m -0,3 m/s | 7,92 m -0,3 m/s | x -0,2 m/s      | 7,81 m -0,3 m/s | x -0,4 m/s      | 8,03 m -0,5 m/s | Miglior prestazione nazionale under 20                |
| 8       | Luka Herden          | Germania      | 7,92 m +0,5 m/s | 7,69 m -0,1 m/s | 8,01 m -0,3 m/s | 7,95 m -0,3 m/s | 7,89 m -0,2 m/s | 6,78 m -0,1 m/s | 8,01 m -0,3 m/s |                                                       |
| 9       | Simon Batz           | Germania      | x +0,9 m/s      | 7,65 m -0,5 m/s | x -0,3 m/s      |                 |                 |                 | 7,65 m -0,5 m/s |                                                       |
| 10      | Strahinja Jovančević | Serbia        | 7,62 m -0,7 m/s | r               |                 |                 |                 |                 | 7,62 m -0,7 m/s |                                                       |
| 11      | Eusebio Cáceres      | Spagna        | x -0,8 m/s      | 7,54 m -0,1 m/s | x -0,5 m/s      |                 |                 |                 | 7,54 m -0,1 m/s |                                                       |
| -       | Gerson Baldé         | Portogallo    | x +0,2 m/s      | x -0,3 m/s      | x -0,4 m/s      |                 |                 |                 | nm              |                                                       |